# Helcogramma habena
Helcogramma habena es una especie de pez de la familia Tripterygiidae en el orden de los Perciformes.

## Hábitat
Es un pez de mar  y de clima tropical que vive entre 1-6 m de profundidad.

## Distribución geográfica
Se encuentra desde Taiwán hasta las Filipinas.